# Texasetes pleurohalio
Texasetes pleurohalio es la única especie conocida del género extinto Texasetes ( gr. “habitante de Texas”), un dinosaurio tireóforo nodosáurido, que vivió a mediados del período Cretácico hace aproximadamente 100 millones de años, en el Albiense, en lo que es hoy Norteamérica.

## Descripción
Texasetes fue un dinosaurio acorazado que alcanzó los 3 metros de largo y 1,2 metros de alto, con un peso estimado de 550 kilogramos. Se encontraron osteodermos del lomo y los miembros, siendo un cuadrúpedo, herbívoro, compacto y pequeño. Debido a la naturaleza fragmentaria de Texasetes, se sabe poco directamente de los fósiles y la posición filogenética incierta limita los rasgos inferibles. Los dientes conservados son únicos porque tienen una gran cresta que conduce al vértice de la corona del diente, y esta característica se conoce solo en otro taxón del sur de Inglaterra. Las vértebras cervicales de Texasetes son cóncavas, un rasgo compartido con Animantarx, rasgo que posiblemente sea una autapomorfia para los dos. Texasetes conserva una coracoides muy alargado y una placa glenoidea gruesa en comparación con su pariente Animantarx. Coombs en 1995 diagnosticó que Texasetes tiene una orientación horizontal del ilion, un acetábulo imperforado y "morfología de la escápula característicamente anquilosauriana, que incluye un acromión prominente y una fosa preespinosa". Debido a que el taxón era un nodosáurido, estaba cubierto de grandes osteodermos acorazados con osículos más pequeños en el medio, como se infiere a partir de Panoplosaurus y sin maza en la cola.

## Descubrimiento e investigación

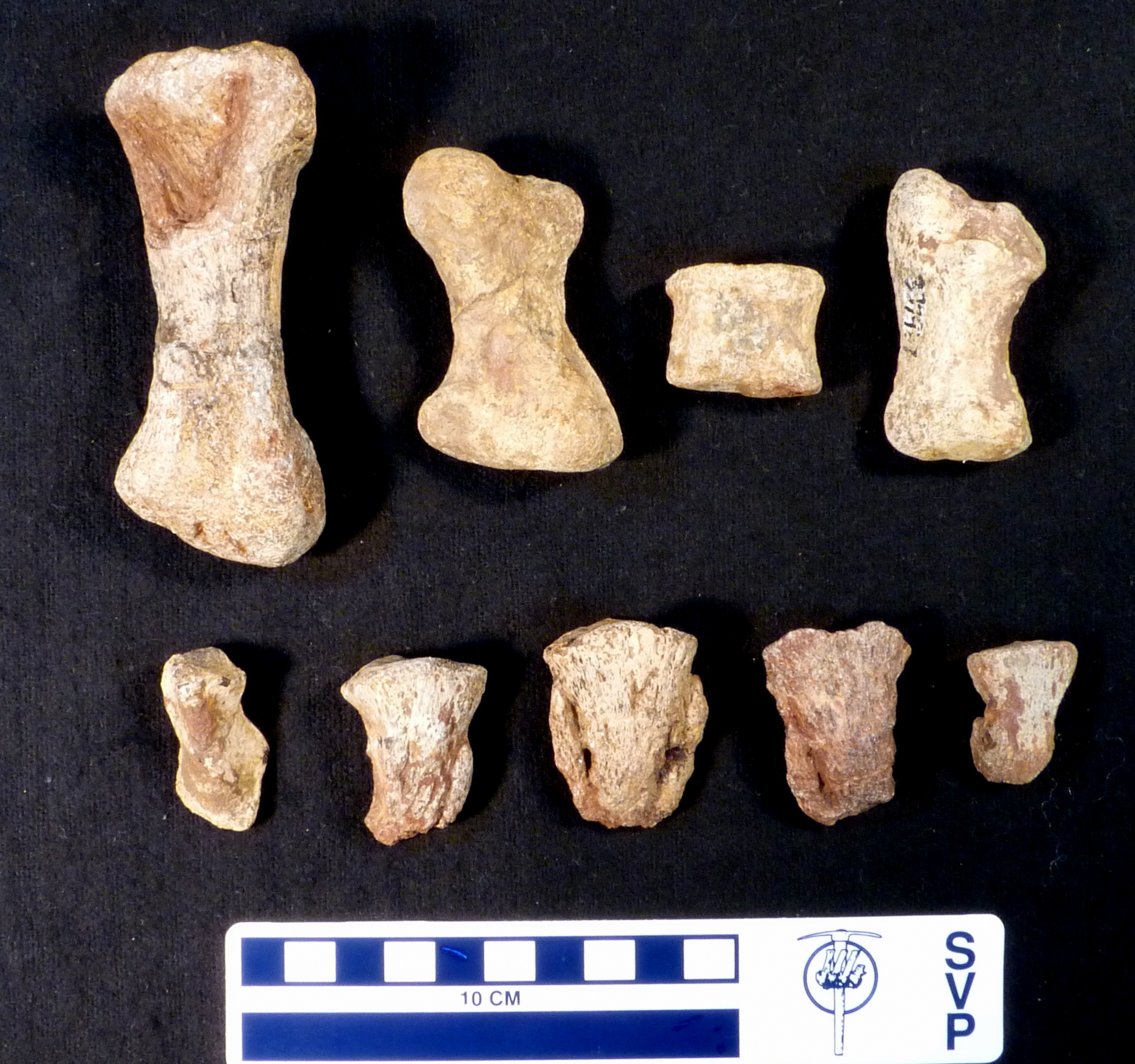
Los unguales (abajo) y falanges (arriba) en el USNM.

Se encontraron solo restos parciales de Texasetes en estratos de rocas del Albiense superior del Cretácico Inferior de la Formación Paw Paw, 5 millas al sur de Haslet en el condado de Tarrant, cerca de Fort Worth, Texas, Estados Unidos. En la misma formación se encontró el cráneo de Pawpawsaurus, pudiendo ser ambos del mismo género pero no hay material comparable entre ambos. El holotipo USNM 337987 fue vuelto a descubrir por M.K. Brett-Surman en la colección del Museo Nacional de Historia Natural de la Institución Smithsoniana que pasaron desapercibidos por muchos años porque nunca fueron preparados y fueron interpretados como pertenecientes a un saurópodo por su descubridor. Descrito por Walter Coombs en el Journal of Vertebrate Paleontology, volumen 15, página 298, en 1995. El espécimen consiste en una pelvis parcial, patas trasera, delantera, vértebras, 5 centros cervicales , 3 centros sacros , 16 centros caudales, dos dientes, partes del escapulocoracoide, osteodermos y un fragmento del cráneo.
Posteriormente fueron estudiados por el experto en anquilosaurianos Walter Preston Coombs , Jr., quien los nombró en 1995 como Texasetes pleurohalio, el nombre genérico significa "habitante de Texas" y el nombre específico significa "mar adyacente". Debido a la falta de registros de colección, se desconocen partes del descubrimiento y la preservación de Texasestes. Extrañamente, el espécimen conservó poca armadura dorsal o costillas, los fósiles que se encuentran más comúnmente en los esqueletos de anquilosaurianos. Esto llevó a Coombs a especular que el individuo había muerto en la orilla o en un río interior y había sido arrojado al mar, descomponiéndose y perdiendo muchos de sus elementos, como las extremidades distales. El individuo luego fue enterrado rápidamente en sedimentos marinos, según la teoría. Esta teoría es el origen del significado del nombre específico del taxón. La evidencia adicional viene en forma de paleoecología, con nodosáuridos y anquilosaurianos basales que se encuentran más comúnmente en sedimentos fluviales o marinos que los anquilosáuridos.

## Clasificación
Vickaryous et al. y Coombs describen a Texasetes como teniendo un ilion característico horizontalmente orientado, un acetábulo imperforado, y morfología del omóplato de los anquilosaurianos, incluyendo un acromion prominente y una fosa preespinosa. Coombs asignó el espécimen a la familia Nodosauridae pero Vickaryous et al. lo consideran como un Ankylosauria incertae sedis. Pawpawsaurus puede ser sinónimo de Texasetes debido a su edad compartida, formación y posición filogenética cercana, aunque la falta de superposición impide una respuesta segura y, sin embargo, en el análisis filogenético de Arbor et al., 2016, Pawpawsaurus se encontró más cerca de Europelta y Texasetes más cerca de Edmontonia. Además, se encontró que un esqueleto de anquilosauriano juvenil de la Formación Paw Paw no estaba más relacionado ni con Pawpawsaurus ni con Texasetes, sino con Niobrarasaurus de acuerdo con el análisis de 2016.

### Filogenia
El análisis filogenético de 2018 de Rivera-Sylva y sus colegas se muestra a continuación, limitado a las relaciones dentro de Panoplosaurini.
|  | Panoplosaurus |
|  | |
|  | \| \| Anquilosaurio argentino \| \| \| \| \| \| Texasetes \| \| \| \| \| \| Denversaurus \| \| \| \| \| \| Edmontonia longiceps \| \| \| \| \| \| Edmontonia rugosidens \| \| \| \| |
|  | |
|  | Anquilosaurio argentino |
|  | |
|  | Texasetes |
|  | |
|  | Denversaurus |
|  | |
|  | Edmontonia longiceps |
|  | |
|  | Edmontonia rugosidens |
|  | |

|  | Anquilosaurio argentino |
|  |                         |
|  | Texasetes               |
|  |                         |
|  | Denversaurus            |
|  |                         |
|  | Edmontonia longiceps    |
|  |                         |
|  | Edmontonia rugosidens   |
|  |                         |

|  | Panoplosaurus |
|  | |
|  | \| \| Anquilosaurio argentino \| \| \| \| \| \| Texasetes \| \| \| \| \| \| Denversaurus \| \| \| \| \| \| Edmontonia longiceps \| \| \| \| \| \| Edmontonia rugosidens \| \| \| \| |
|  | |
|  | Anquilosaurio argentino |
|  | |
|  | Texasetes |
|  | |
|  | Denversaurus |
|  | |
|  | Edmontonia longiceps |
|  | |
|  | Edmontonia rugosidens |
|  | |

|  | Anquilosaurio argentino |
|  |                         |
|  | Texasetes               |
|  |                         |
|  | Denversaurus            |
|  |                         |
|  | Edmontonia longiceps    |
|  |                         |
|  | Edmontonia rugosidens   |
|  |                         |